# Chironomus saxatilis
Chironomus saxatilis is een muggensoort uit de familie van de dansmuggen (Chironomidae). De wetenschappelijke naam van de soort is voor het eerst geldig gepubliceerd in 1981 door Wuelker, Ryser & Scholl.